# Lepidobolus spiralis
Lepidobolus spiralis är en gräsväxtart som beskrevs av Kathy A. Meney och Kingsley Wayne Dixon. Lepidobolus spiralis ingår i släktet Lepidobolus och familjen Restionaceae. Inga underarter finns listade i Catalogue of Life.